# 汤姆·里根

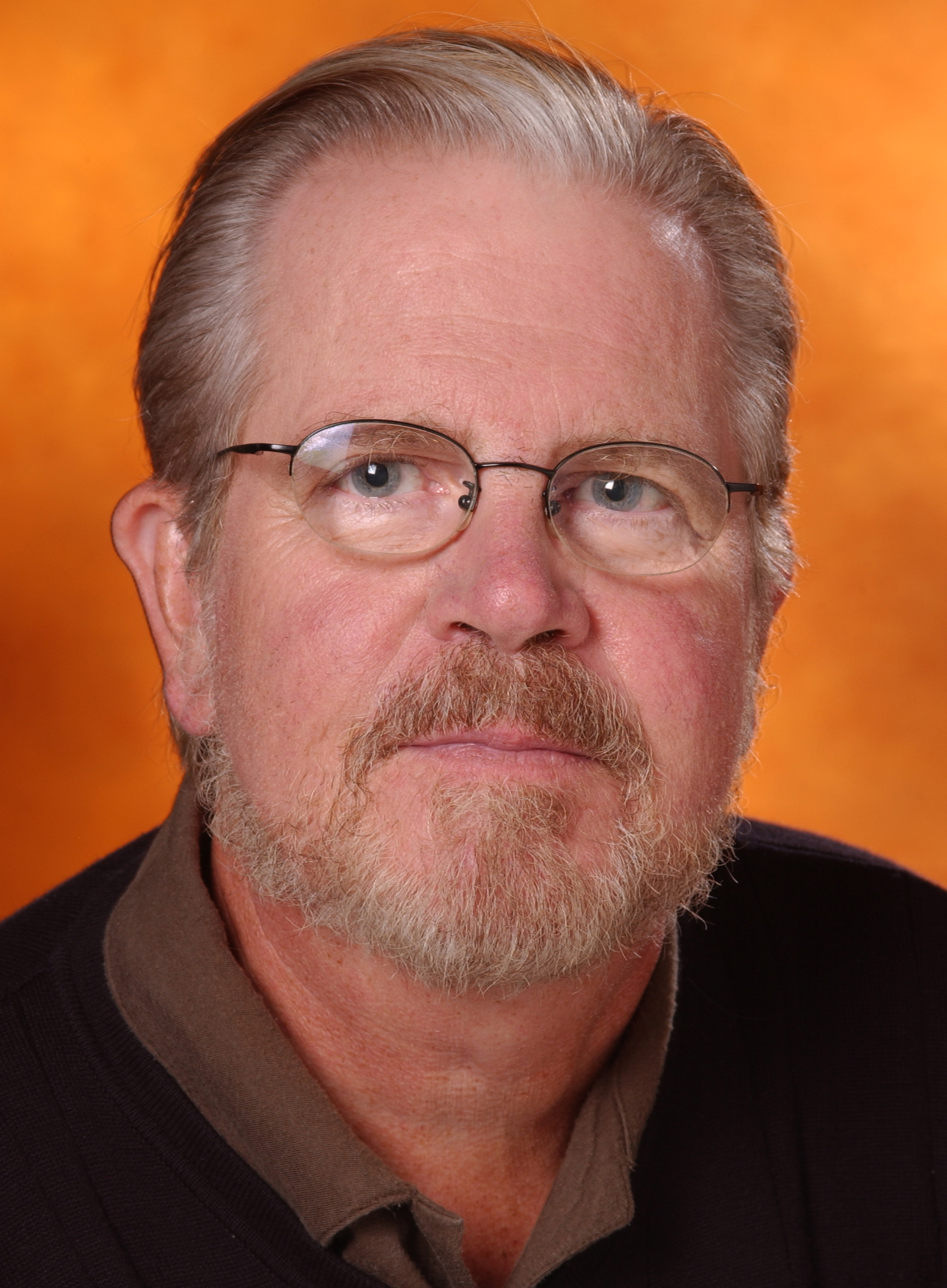
汤姆·里根

汤姆·里根（英語：Tom Regan，1938年11月28日—2017年2月17日，中國大陸譯作、臺灣譯作、香港譯作），生于宾夕法尼亚州匹兹堡，是美国专门研究动物权利理论的哲学家。他是北卡罗莱纳州立大学的哲学荣誉教授，自1967年开始在那里执教，直至2001年退休。
里根是四部关于动物权利哲学的书籍之作者，包括显著影响了现代动物解放运动的少数研究成果之一的《动物权利的理由》（The Case for Animal Rights）。在其中，他主张非人类动物和人类一样，都是他所说的“一个生命的主体”，并且，如果我们想把价值赋予所有人类，而不考虑他们作为理性行为者的能力，那么相一致的，我们也必须类似地将权利赋予非人类。

## 背景
里根1960年毕业于特尔学院，1962年获文学硕士学位，1966年于弗吉尼亚大学获哲学博士学位。他从1967年至2001年在北卡罗莱纳州立大学教授哲学。

## 动物权利
在《动物权利的理由》中，里根认为非人类动物是道德权利之拥有者。他的哲学观主要属于伊曼努尔·康德的传统，但他抛弃了康德的尊重纯粹是因为理性存在者的想法。里根指出，我们通常把内在价值，从而受到尊重的权利，赋予包括婴儿和严重智力障碍人士在内的非理性人类。

## 著作
- Empty Cages: Facing the Challenge of Animal Rights,  published by Rowman and Littlefield, Lanham, Maryland, (2004). ISBN 0-7425-3352-2,  229 pages.
- Tom Regan. "Die Tierrechtsdebatte". Interdisziplinäre Arbeitsgemeinschaft Tierethik (Hrsg.). Tierrechte - Eine interdisziplinäre Herausforderung. Erlangen 2007. ISBN 978-3-89131-417-3
- The Case for Animal Rights, University of California Press (1983, 1985, 2004)
- All That Dwell Therein: Essays on Animal Rights and Environmental Ethics (1982)
- Animal Sacrifices: Religious Perspectives on the Use of Animals in Science (1986)
- Defending Animal Rights, University of Illinois Press (2001). ISBN 0-252-02611-X